# Hitting-Set-Problem
Das Hitting-Set-Problem ist ein NP-vollständiges Problem aus der Mengentheorie.
Es gehört zur Liste der 21 klassischen NP-vollständigen Probleme, von denen Richard M. Karp 1972 die Zugehörigkeit zu dieser Klasse zeigte.
Gegeben ist eine Menge von Teilmengen {\displaystyle S} eines „Universums“ {\displaystyle T}, gesucht ist eine Teilmenge {\displaystyle H} von {\displaystyle T} so, dass jede Menge in {\displaystyle S} mindestens ein Element aus {\displaystyle H} enthält. Zusätzlich ist gefordert, dass die Anzahl der Elemente von {\displaystyle H} einen gegebenen Wert {\displaystyle k} nicht überschreitet.

## Formale Definition
Gegeben sind
- eine Kollektion von Mengen {\displaystyle \{S_{1},S_{2},\ldots ,S_{n}\}}, wobei jedes {\displaystyle S_{i}} eine Teilmenge von {\displaystyle T} ist und
- eine positive ganze Zahl {\displaystyle k\leq \vert T\vert }.

Die Aufgabe besteht darin festzustellen, ob eine Teilmenge {\displaystyle H} von {\displaystyle T} so existiert, dass die beiden Bedingungen {\displaystyle |H|\leq k} und {\displaystyle H\cap S_{i}\neq \emptyset } für jedes {\displaystyle i\in \{1,2,\dotsc ,n\}} erfüllt sind.

## NP-Vollständigkeit
Das Hitting-Set-Problem ist NP-vollständig, da das Knotenüberdeckungsproblem (Vertex Cover Problem) darauf reduzierbar ist.
Beweis:
Es sei {\displaystyle \langle G,k\rangle } eine Instanz des Knotenüberdeckungsproblems und {\displaystyle G=(V,E)}.
Wir setzen {\displaystyle T=V} und fügen für jede Kante {\displaystyle (u,v)\in E} eine Menge {\displaystyle \{u,v\}} zur Kollektion hinzu.
Nun zeigen wir, dass es ein Hitting Set {\displaystyle H} der Größe {\displaystyle k} genau dann gibt, wenn {\displaystyle G} eine Knotenüberdeckung {\displaystyle C} der Größe {\displaystyle k} hat.
({\displaystyle \Rightarrow }) Angenommen, es gibt ein Hitting Set {\displaystyle H} der Größe {\displaystyle k}. Da {\displaystyle H} mindestens einen Endpunkt jeder Kante enthält, ergibt sich mit {\displaystyle C=H} eine Knotenüberdeckung der Größe {\displaystyle k}.
({\displaystyle \Leftarrow }) Angenommen, es gibt eine Knotenüberdeckung {\displaystyle C} für {\displaystyle G} der Größe {\displaystyle k}. Für jede Kante {\displaystyle (u,v)} ist {\displaystyle u\in C} oder {\displaystyle v\in C} (oder beides). Mit {\displaystyle H=C} ergibt sich somit ein Hitting Set der Größe {\displaystyle k}.